# Kanton Yenne
Der Kanton Yenne war bis 2015 ein französischer Kanton im Département Savoie. Er umfasste 14 Gemeinden und hatte seinen Hauptort in Yenne. Die landesweiten Änderungen in der Zusammensetzung der Kantone brachten zum März 2015 seine Auflösung. Seine letzten beiden Vertreter im conseil général des Départements waren von 2004 bis 2011 Maurice Michaud (DVD) und von 2011 bis 2015 René Padernoz (EELV).

## Gemeinden
Der Kanton bestand aus 14 Gemeinden:
| Gemeinde                 | Einwohner Jahr | Fläche km² | Bevölkerungsdichte | Code INSEE | Postleitzahl |
| ------------------------ | -------------- | ---------- | ------------------ | ---------- | ------------ |
| La Balme                 | 273 (2013)     | 9,4        | 29 Einw./km²       | 73028      | 73170        |
| Billième                 | 266 (2013)     | 5,98       | 44 Einw./km²       | 73042      | 73170        |
| La Chapelle-Saint-Martin | 156 (2013)     | 2,57       | 61 Einw./km²       | 73078      | 73170        |
| Jongieux                 | 311 (2013)     | 6,43       | 48 Einw./km²       | 73140      | 73170        |
| Loisieux                 | 194 (2013)     | 9,33       | 21 Einw./km²       | 73147      | 73170        |
| Lucey                    | 295 (2013)     | 6,14       | 48 Einw./km²       | 73149      | 73170        |
| Meyrieux-Trouet          | 305 (2013)     | 11,05      | 28 Einw./km²       | 73156      | 73170        |
| Ontex                    | 90 (2013)      | 4,62       | 19 Einw./km²       | 73193      | 73310        |
| Saint-Jean-de-Chevelu    | 796 (2013)     | 12,72      | 63 Einw./km²       | 73245      | 73170        |
| Saint-Paul               | 639 (2013)     | 13,25      | 48 Einw./km²       | 73269      | 73170        |
| Saint-Pierre-d’Alvey     | 272 (2013)     | 7,7        | 35 Einw./km²       | 73271      | 73170        |
| Traize                   | 297 (2013)     | 9,48       | 31 Einw./km²       | 73299      | 73170        |
| Verthemex                | 180 (2013)     | 9,28       | 19 Einw./km²       | 73313      | 73170        |
| Yenne                    | 2.969 (2013)   | 23,36      | 127 Einw./km²      | 73330      | 73170        |